# Tầng Cổ Trượng
| Hệ/ Kỷ                                                                                   | Thống/ Thế                       | Bậc/ Kỳ                          | Tuổi (Ma) | Tuổi (Ma) |
| ---------------------------------------------------------------------------------------- | -------------------------------- | -------------------------------- | --------- | --------- |
| Ordovic                                                                                  | Dưới/Sớm                         | Tremadoc                         | trẻ hơn   | trẻ hơn   |
| Cambri                                                                                   | Phù Dung                         | Tầng 10                          | 485.4     | ~489.5    |
| Cambri                                                                                   | Phù Dung                         | Giang Sơn                        | ~489.5    | ~494      |
| Cambri                                                                                   | Phù Dung                         | Bài Bích                         | ~494      | ~497      |
| Cambri                                                                                   | Miêu Lĩnh                        | Cổ Trượng                        | ~497      | ~500.5    |
| Cambri                                                                                   | Miêu Lĩnh                        | Drum                             | ~500.5    | ~504.5    |
| Cambri                                                                                   | Miêu Lĩnh                        | Ô Lựu                            | ~504.5    | ~509      |
| Cambri                                                                                   | Thống 2                          | Tầng 4                           | ~509      | ~514      |
| Cambri                                                                                   | Thống 2                          | Tầng 3                           | ~514      | ~521      |
| Cambri                                                                                   | Terreneuve                       | Tầng 2                           | ~521      | ~529      |
| Cambri                                                                                   | Terreneuve                       | Fortune                          | ~529      | 541.0     |
| Ediacara                                                                                 | không xác định tầng động vật nào | không xác định tầng động vật nào | già hơn   | già hơn   |
| Phân chia kỷ Cambri theo ICS năm 2018. Các giai đoạn in nghiêng không có tên chính thức. |                                  |                                  |           |           |

Tầng Cổ Trượng là một tầng trong địa thời học Trái Đất, được đề xuất cho tầng 7 của kỷ Cambri. Tầng Cổ Trượng nằm ngay trên tầng Drum và ngay dưới tầng Bài Bích. Khoảng thời gian diễn ra tầng này là từ khoảng 500,5 tới 497 triệu năm trước (Ma).

## Tên gọi và GSSP
Quyết định cuối cùng về GSSP diễn ra vào năm 2009. GSSP (Global Boundary Stratotype Section and Point) là phẫu diện tại trấn La Y Khê (罗依溪, tọa độ: 28°43.20′B 109°57.88′Đ / 28,72°B 109,96467°Đ), trong địa phận huyện Cổ Trượng (古丈), tây bắc tỉnh Hồ Nam, Trung Quốc. Tên gọi của tầng đã được phê chuẩn vào ngày 30 tháng 3 năm 2008. Như thế nó được đặt tên theo huyện này.

## Định nghĩa
Giới hạn dưới là 121,3 mét trên đáy của thành hệ Hoa Kiều theo mặt ngang, là sự xuất hiện lần đầu tiên của loài bọ ba thùy có danh pháp Lejopyge laevigata. Giới hạn trên (cũng là giới hạn dưới của tầng Bài Bích) là sự xuất hiện lần đầu tiên của loài bọ ba thùy với danh pháp Glyptagnostus reticulatus.